# Chlumec nad Cidlinou (stacja kolejowa)
Chlumec nad Cidlinou – stacja kolejowa w miejscowości Chlumec nad Cidlinou, w kraju hradeckim, w Czechach. Jest ważnym węzłem kolejowym o znaczeniu regionalnym. Znajduje się na wysokości 225 m n.p.m.
Jest zarządzana przez Správę železnic. Na stacji znajdują się kasy biletowe, na których istnieje możliwość zakupu biletów na wszystkie pociągi w tym międzynarodowe oraz rezerwacji miejsc.

## Linie kolejowe
- 020 Velký Osek - Hradec Králové - Choceň
- 040 Chlumec nad Cidlinou - Trutnov
- 062 Chlumec nad Cidlinou - Křinec